# 주세페 잔니니
주세페 잔니니(이탈리아어: Giuseppe Giannini, 1964년 8월 20일, 이탈리아 로마 ~ )는 이탈리아의 은퇴한 축구 선수이자 감독이다. 그는 선수 시절 1990년 FIFA 월드컵에서 미국을 상대로 결승골을 기록했었다.

## 수상

### 선수
AS 로마
- 세리에 A : 1982-83
- 코파 이탈리아 : 1983-84, 1985-86, 1990-91

 슈투름 그라츠
- 1996년 오스트리아 슈퍼컵 우승
- 1996-97 오스트리아 컵 우승
- 1997년 오스트리아 슈퍼컵 준우승

 이탈리아
- UEFA 유로 1988 4강
- 1990년 FIFA 월드컵 3위

개인
- UEFA 유로 1988 올스타 팀

### 감독
갈리폴리
- 2008-09 레가 프로 프리마 디비시오네 우승
- 2008-09 수페르코파 레가 프로 프리마 디비시오네 우승